# Theretra vinacea
Theretra vinacea är en fjärilsart som beskrevs av Adolf G. Closs 1915. Theretra vinacea ingår i släktet Theretra och familjen svärmare. Inga underarter finns listade i Catalogue of Life.